# Mohr (kommunhuvudort)
Mohr (persiska: مهر) är en kommunhuvudort i Iran.   Den ligger i provinsen Fars, i den södra delen av landet, 900 km söder om huvudstaden Teheran. Mohr ligger 439 meter över havet och antalet invånare är 6 188.
Terrängen runt Mohr är varierad. Runt Mohr är det glesbefolkat, med 20 invånare per kvadratkilometer. Mohr är det största samhället i trakten. Omgivningarna runt Mohr är i huvudsak ett öppet busklandskap.